# Juan Galiffi
Juan Galiffi o Giovanni Galiffi (Ravanusa, Sicilia; 9 de diciembre de 1892 – Milán; 25 de enero de 1943), más conocido como Chicho Grande o el Al Capone de Rosario, fue un famoso gánster ítalo-argentino de las décadas de 1920 y 1930 que vivió en la ciudad de Rosario, Argentina, aunque indicaba que su trabajo era de empresario.

## Biografía

### Rosario
Giovanni Galiffi nace en Sicilia, Italia, en el año 1892.  Llegó a la Argentina con 18 años, en 1910, y se radicó en Gálvez, provincia de Santa Fe. Allí tuvo un vertiginoso ascenso: de empleado fabril pasó a ser dueño de una peluquería, de una cantina y de una carpintería. Compró casas y viñedos en Mendoza y San Juan y caballos de carrera.
Galiffi transformó a Rosario en la Chicago argentina. Desarrolló una mafia asociándose a delincuentes. Se le atribuyó el secuestro y muerte del estudiante Abel Ayerza Arning  y de Silvio Alzogaray, periodista del diario Crítica.

### Secuestro de Abel Ayerza Arning
El secuestro y posterior muerte de Abel Ayerza Arning, perteneciente a una familia reconocida de la alta sociedad, generó una gran repercusión en la sociedad argentina. Esta repercusión generó una presión pública que logró la búsqueda y detención de los asesinos de Abel.
Abel Ayerza Arning era un estudiante de medicina hijo del Dr. Abel Ayerza y nieto del Dr. Toribio Ayerza (1815-1884) quien llegó al país en 1846, de origen vasco-Español. Este médico ganó prestigio al realizar la primera traqueotomía en la Argentina, que le permitió salvar cientos de vidas en la época anterior a la vacuna contra la difteria, y siendo posteriormente cofundador de la Cruz Roja Argentina.
Toribio fue el fundador de una familia en la que se han destacado médicos de diversas especialidades. A su alrededor se nucleó la comunidad vasca en varias entidades como la Laurak Bat, entidad que presidió.
En octubre de 1932, el joven Abel Ayerza Arning es secuestrado en la provincia de Córdoba, en las proximidades de una estancia que sus padres poseían en Marcos Juárez, se encontraba con otro joven de su amistad, Ricardo Hueyo. Ricardo era el hijo del Ministro de Hacienda de la Nación, durante la presidencia de Agustín P. Justo.
El Ministro, conocedor de las vinculaciones de la Mafia rosarina con la policía santafesina, pidió al presidente de la República, Agustín P. Justo, la intervención de la Policía de la Capital Federal.
El jefe de la banda era Juan Galiffi, Chicho el Grande, quien decidió, ante la intervención de la Policía Federal, liberar a Ricardo Hueyo. Éste posteriormente colaboró con la investigación del paradero de Ayerza, pudiéndose determinar que el joven estaría cautivo en la zona de Corral de Bustos. Por otra parte, la familia de Abel decidió pagar el rescate para obtener su liberación, cosa que ocurre en Buenos Aires, entregándole a Santos Gerardi la suma de ciento veinte mil pesos.
Luego del supuesto pago de rescate, los secuestradores esperaban un mensaje telegráfico. El mensaje cifrado mediante la transmisión telegráfica fue enviado como: “manden el chancho”, por liberen al secuestrado pero llegaría a la estafeta de Colón con un error que sentenció la vida del joven Abel al transmitirse como “maten el chancho”. Juan Vinti, miembro de la banda, sacó al joven de la casa de los hermanos Di Grado, lo llevó a un maizal, lo ultimó de cinco balazos y lo enterró, huyendo los secuestradores del lugar.
Una vez detenida gran parte de la banda de Juan Galiffi, el cadáver del joven Ayerza fue localizado el 21 de febrero de 1933.
Fueron condenados a prisión perpetua Vicente Di Grado, Pablo Di Grado, Juan Vinti, Romeo Capuano y José La Torre. Chicho grande no fue encontrado culpable.
El 24 de febrero de 1933 llegan sus restos a Buenos Aires, ante la indignación y dolor general de la ciudadanía, al ser sepultado en el cementerio de La Recoleta, donde se alza la bóveda familiar de los Ayerza, un familiar del joven, Juan Antonio Bourdieu, denunciaba la complicidad del Estado y llamaba a la militarización de los ciudadanos. Numerosas voces se alzarían pidiendo la restauración de la pena de muerte, que fue alentada por el propio Ministro de Justicia Manuel Iriondo.

### Chicho Chico
Pero la aparición del ingeniero argelino Alí Ben Amar el Sharpe marcó un quiebre en la "sociedad". Era, en realidad, un italiano llamado Francisco Morrone (luego apodado "Chicho Chico") que quiso disputarle a Galiffi su liderazgo.
En 1933 la gente de Galiffi ahorca a Francisco Morrone. Galiffi se entregó a la Policía alegando que era víctima de calumnias.
Luego del secuestro de Abel Ayerza y desmantelada su organización, Juan Galiffi deja la Argentina.

### Italia
Sin pruebas en su contra, fue deportado a Italia en 1933. Allí se ganó la amistad de Benito Mussolini. Murió en el 1943 durante un bombardeo en Milán por un paro cardíaco en su cama.

## Filmografía
Juan Galiffi y su mafia fue inspiradora de muchas películas argentinas que describieron la mafia italo-americana en Argentina. Por ejemplo, La maffia,  dirigida por Leopoldo Torre Nilsson.